# 佩爾霍沃湖
57°43′43″N 35°5′30″E / 57.72861°N 35.09167°E
佩爾霍沃湖（俄语：Перхово），是俄羅斯的湖泊，位於該國西北部特維爾州，由烏多姆利亞區負責管轄，長6.35公里、寬1.75公里，面積6.18平方公里，海拔高度148米，湖岸線長度18.9公里，集水區面積633平方公里，最大水深10.5米。